# Subsecretari de stat în Guvernul Ion Gigurtu
În Guvernul Gheorghe Tătărăscu (6) au fost incluși și subsecretari de stat, provenind de la diverse partide.

## Subsecretari de stat
- Subsecretar de stat la Ministerul de Interne

Petre Logardi (4 iulie - 4 septembrie 1940)
- Subsecretar de stat la Ministerul de Finanțe

Ion D. Enescu (4 iulie - 4 septembrie 1940)
- Subsecretar de stat la Ministerul de Finanțe

Augustin Bideanu (4 iulie - 4 septembrie 1940)
- Subsecretar de stat la Ministerul Economiei Naționale

Gheorghe Strat (4 iulie - 4 septembrie 1940)
- Subsecretar de stat la Ministerul Aerului și Marinei

Comandor Achile Diculescu (4 iulie - 4 septembrie 1940)
- Subsecretar de stat la Ministerul Agriculturii și Domeniilor

Petre Nemoianu (4 iulie - 4 septembrie 1940)
- Subsecretar de stat la Ministerul Agriculturii și Domeniilor

Dumitru Topciu (4 iulie - 4 septembrie 1940)
- Subsecretar de stat la Ministerul Sănătății și Ocrotirii Sociale

Ion Simionescu (4 iulie - 3 septembrie 1940)
- Subsecretar de stat la Ministerul Educației Naționale

Dumitru V. Țoni (4 iulie - 4 septembrie 1940)
- Subsecretar de stat la Ministerul Educației Naționale

Napoleon Crețu (4 iulie - 3 septembrie 1940)
- Subsecretar de stat la Ministerul Propagandei Naționale

Vasile Stoica (4 iulie - 4 septembrie 1940)

## Sursa
- Stelian Neagoe - "Istoria guvernelor României de la începuturi - 1859 până în zilele noastre - 1995" (Ed. Machiavelli, București, 1995)